# Заврстник
Заврстник (словен. Zavrstnik) је насељено место у општини Шмартно при Литији, Средњесловенска регија, Словенија.

## Историја
До територијалне реорганизације у Словенији био је у саставу старе општине Литија.

## Становништво
У попису становништва из 2011. године, Заврстник је имао 364 становника.
| Број становника према пописима | Број становника према пописима | Број становника према пописима |
| ------------------------------ | ------------------------------ | ------------------------------ |
| 1991                           | 2002                           | 2011                           |
| 348                            | 348                            | 364                            |

Напомена: Године 1995. умањено за део насеља који је припојен насељу Литија (Литија, Засавска).